# Rade Obrenović
Rade Obrenović (Lubiana, 28 agosto 1990) è un arbitro di calcio sloveno.

## Carriera
Il 5 aprile 2013 esordisce nella Druga Liga, la seconda serie del campionato sloveno. In questa stagione dirige 4 partite in questo campionato. Il 10 maggio 2014, invece, esordisce nel massimo campionato sloveno, Prva Liga, dirigendo Zavrč-Krka (2-1).
Il 25 marzo 2017 esordisce come arbitro della UEFA dirigendo l'incontro delle Qualificazioni al Campionato europeo di calcio Under-17 tra le Nazionali U17 Germania e Finlandia.
Nella stagione 2017/2018 esordisce nelle Qualificazioni all'Europa League, e l'anno seguente in quelle di Champions League. Il 24 giugno 2020 dirige la finale di Pokal Slovenije Nafta 1903-NŠ Mura, terminata 0-2.
Nella stagione 2021-2022 dirige tre partite nella fase a gironi di Conference League, e nelle due stagioni seguenti in quelle di Europa League e Champions League.
Il 23 aprile 2024 la UEFA lo ha convocato per il campionato d'Europa 2024 in Germania, nel ruolo di quarto ufficiale o riserva di assistente arbitrale insieme al collega Jure Praprotnik, all'arbitro Slavko Vinčić, agli assistenti Tomaž Klančnik e Andraž Kovačič, ed al VAR Nejc Kajtazović.